# تمارا سامسونوفا
تمارا سامسونوفا (بالروسية: Тама́ра Митрофа́новна Самсо́нова، من مواليد 5 فبراير 1947) قاتلة متسلسلة روسية مزعومة، تم اعتقالها في يوليو 2015 للاشتباه في ارتكابها جريمتي قتل بقسوة شديدة. من المفترض أنها مصابة بالفصام وقد تم إدخالها إلى المستشفى ثلاث مرات في مستشفيات الأمراض النفسية. وقد أشتهرت آنذاك في لعبة تسمى بـ(GRAANY) وهي تتقمص شخصيتها في الواقع إلى حدٍّ ما .